# Конокарпус
Конока́рпус (лат. Conocarpus) — небольшой род тропических вечнозелёных цветковых растений семейства Комбретовые. В настоящее время в род включены только два вида; ещё четыре вида, до недавнего времени относившиеся к данному роду, распределены между другими таксонами. Вид конокарпус прямостоячий (Conocarpus erectus), широко распространённый в тропическом поясе Америки, Западной Африки, Меланезии и Полинезии, относится к мангровым растениям, растущим вдоль морской береговой линии. Ареал другого вида конокарпуса ланцетолистного (Conocarpus lancifolius) ограничен небольшой территорией южного побережья Красного моря, где он растёт по берегам сезонных рек.
Растения рода конокарпус — густые многоствольные кустарники либо небольшие или среднего размера деревья высотой 1—20 м.

## Виды
По информации базы данных The Plant List, род включает 2 вида:
- Conocarpus erectus L. — Конокарпус прямой. Тропический космополит.
- Conocarpus lancifolius Engl. — Конокарпус ланцетолистный. Северо-восточная Африка (Сомали), юго-западная Азия (Йемен).